# جزیره الیس
جزیره ایلیس (به انگلیسی: Ellis Island) یک جزیره در ایالات متحده آمریکا است که در خلیج بالای نیویورک واقع شده‌است. این جزیره دروازه ورودی ۱۲ میلیون مهاجر به آمریکا بود، چنان‌که شلوغترین ایستگاه وارسی مهاجرین این کشور از ۱۸۹۲ تا ۱۹۵۴ در آن واقع شده بود. این جزیره بین ۱۸۹۲ تا ۱۹۳۴ گسترش یافت.